# Ferrimagnetisme
|  | No s'ha de confondre amb Ferromagnetisme. |

Ordre ferrimagnètic

Un material ferrimagnètic en la física és aquell en el qual els moments magnètics dels àtoms de diferents subxarxes estan oposats, com un antiferromagnetisme;i roman una magnetització espontània. Això passa quan les subxarxes consten de materials diferents o ferros (com Fe2+ i Fe3+). Un ferrimagnet és el material que pot presentar ferrimagnetisme. Els materials ferrimagnètics tenen alta resistivitat i propietats anisotròpiques. La seva propietat direccional s'utilitza en la construcció de components d'aparells de microones com els seus aïllants. També es fan servir materials ferrimagnètic per fabricar aillants òptics circuladors òptics.

➀ Sota del punt de compensació de magnetització, el material ferrimagnètic és magnètic. ➁ Al punt de compensació, el moment magnètic és zero. ➂ Per sobre del punt de la temperatura de Curie el material perd el seu magnetisme.

El ferrimagnetisme també presenta, com el ferromagnetisme, magnetitzacions de saturació (punt en el qual ja no augmenta la magnetització encara que augmenti la força del camp), encara que no en valors tan alts. Una altra cosa en què s'assemblen el ferromagnetisme i el ferrimagnetisme és que per sobre de la temperatura de Curie es perd el ferrimagnetisme i el material passa a ser paramagnètic.
Els materials ferrimagnètics procedeixen normalment de la ferrita. La substància magnètica coneguda des de fa més temps, la magnetita (òxid de ferro (II,III); Fe₃O₄), és un ferrimagnet; de primer va ser classificat com ferromagnet abans que Néel descobrís el ferrimagnetisme i antiferromagnetisme el 1948.
Alguns materials ferrimagnètics són YIG (yttrium iron garnet) i ferrites compostes d'òxids de ferro, i altres elements com alumini, cobalt, níquel, manganès i zinc.